# Diplotaxis punctatorugosa
Diplotaxis punctatorugosa är en skalbaggsart som beskrevs av Blanchard 1851. Diplotaxis punctatorugosa ingår i släktet Diplotaxis och familjen Melolonthidae. Inga underarter finns listade i Catalogue of Life.